# Saison 2012-2013 du Standard de Liège (féminines)
Maillots
Chronologie
Saison précédente Saison suivante
Cet article traite de la saison 2012-2013 de l'équipe féminine du Standard de Liège.

## Objectifs du club
Après une superbe saison 2011-2012 (quadruplé Championnat-Coupe de Belgique-Super Coupe de Belgique-BeNe SuperCup), le Standard de Liège (féminines) va disputer, pour la 1re fois, la BeNe Ligue. Dans cette compétition, le club liégeois sera l'un des favoris, au vu de son passé récent. Le Standard de Liège (féminines) tentera donc de justifier ce statut.
L'un des autres objectifs sera de passer un tour en Ligue des Champions.

## Faits marquants
- 29 juillet 2012 : le Standard de Liège (féminines) commence bien sa saison en remportant sa 7e Super Coupe de Belgique face au WD Lierse SK.
- 14 août 2012 : pour la 2e année consécutive, le Standard de Liège (féminines) remporte la BeNe SuperCup face aux Néerlandaises de ADO La Haye, grâce à un but de Lewerissa rentrée à la pause.
- 25 août 2012 : le Standard de Liège (féminines) entame la compétition par une nette victoire, 6-0, face à Dames Zulte Waregem.
- 22 septembre 2012 : lors du 1er match au sommet, face au WD Lierse SK, le Standard de Liège (féminines) gagne 2-0 et conforte sa 1re place au classement.
- 26 septembre 2012 : en 16e de finale aller de Ligue des Champions, le Standard de Liège (féminines) affronte les Allemandes du 1. FFC Turbine Potsdam, c'est la défaite : 1-3.
- 29 septembre 2012 : le Standard de Liège (féminines) l'emporte à Saint-Trond VV.
- 3 octobre 2012 : lors du match retour de Ligue des Champions, le Standard de Liège (féminines) subit une lourde défaite : 5-0 à Potsdam.
- 6 octobre 2012 : face au RSC Anderlecht, le Standard de Liège (féminines) termine sa série de matchs au sommet en gagnant 2-0.
- 18 novembre 2012 : le Standard de Liège (féminines) l'emporte au WD Lierse SK et réalise ainsi un 30 sur 30 (10 victoires consécutives).
- 24 novembre 2012 : grâce à sa victoire 0-4 à Dames Zulte Waregem, le Standard de Liège (féminines) est le 1er club assuré de jouer en BeNe League A
- 15 décembre 2012 : le Standard de Liège (féminines) l'emporte 1-2 au RSC Anderlecht dans le Classico féminin.
- 22 décembre 2012 : lors de la dernière rencontre de BeNe League Rouge, le Standard de Liège (féminines) subit sa 1re défaite des œuvres du Beerschot AC Dames mais termine tout de même largement en tête.
- 26 janvier 2013 : lors de la 1re journée de la BeNe League A, le Standard de Liège (féminines) écrase le Beerschot AC Dames 4-0 et prend ainsi sa revanche.
- 23 février 2013 : dans le Classico féminin, le Standard de Liège (féminines) l'emporte par le plus petit écart (1-0) face au RSC Anderlecht.
- 16 mars 2013 : le match au sommet de la BeNe League A, entre le Standard de Liège (féminines) et le FC Twente, se termine par la victoire, 3-1, des Liégeoises.
- 19 mars 2013 : en demi-finale de la Coupe de Belgique, le Standard de Liège (féminines) est éliminé par le RSC Anderlecht.
- 30 mars 2013 : le Standard de Liège (féminines) est le 1er champion de printemps de la BeNe League à la suite de sa victoire, 3-0, face à ADO La Haye.
- 3 mai 2013 : le Standard de Liège (féminines) est champion de Belgique pour la 16e fois de son histoire. C'est le 3e titre consécutif après ceux de 2011 et  2012, le 4e en cinq ans.
- 25 mai 2013 : le Standard de Liège (féminines) termine 2e de la première édition de la BeNe Ligue.

## Équipements
| Marque          | Joma              |
| Sponsor maillot | Base, Mithra, VOO |

## Transferts
| Été 2012          |             |           |                               |
| Nom               | Nationalité | Transfert | Provenance/Destination        |
| Arrivées          |             |           |                               |
| Carla Arbulu      | États-Unis  | Transfert | FCF White Star Woluwé         |
| Ibtissam Bouharat | Maroc       | Transfert | DVC Eva's Tirlemont           |
| Cécile De Gernier | Belgique    | Transfert | RSC Anderlecht                |
| Kelly Ickmans     | Belgique    | Transfert | Waasland Beveren-Sinaai Girls |
| Kim Mourmans      | Pays-Bas    | Transfert | VV Eijsden ( Pays-Bas)        |
| Cindy Thomas      | France      | Transfert | FC Vendeheim-Alsace ( France) |
| Départs           |             |           |                               |
| Maria-Laura Aga   | Belgique    | Transfert | PEC Zwolle ( Pays-Bas)        |
| Leyla Bağcı       | Turquie     | Transfert | SteDoCo ( Pays-Bas)           |
| Elke Meers        | Belgique    | Transfert | Saint-Trond VV                |

## Résultats

### BeNe League Rouge

#### Évolution du classement
| Journée  | 1 | 2 | 3 | 4  | 5  | 6  | 7  | 8  | 9  | 10 | 11 | 12 | 13 | 14 |
| -------- | - | - | - | -- | -- | -- | -- | -- | -- | -- | -- | -- | -- | -- |
| Résultat | G | G | G | G  | G  | G  | G  | G  | G  | G  | G  | G  | G  | P  |
| Points   | 3 | 6 | 9 | 12 | 15 | 18 | 21 | 24 | 27 | 30 | 33 | 36 | 39 | 39 |
| Rang     | 1 | 1 | 1 | 1  | 1  | 1  | 1  | 1  | 1  | 1  | 1  | 1  | 1  | 1  |

#### Classement
| Pl. | Club                 | Joué | G  | N | P  | BP | BC | Pts | Qualification ou relégation |
| --- | -------------------- | ---- | -- | - | -- | -- | -- | --- | --------------------------- |
| 1   | Standard de Liège    | 14   | 13 | 0 | 1  | 40 | 6  | 39  | BeNe League A               |
| 2   | RSC Anderlecht       | 14   | 8  | 1 | 5  | 42 | 20 | 25  | BeNe League A               |
| 3   | Lierse SK            | 14   | 7  | 2 | 5  | 25 | 13 | 23  | BeNe League A               |
| 4   | Beerschot AC Dames   | 14   | 6  | 3 | 5  | 21 | 17 | 21  | BeNe League A               |
| 5   | Saint-Trond VV       | 14   | 6  | 2 | 6  | 25 | 19 | 20  | BeNe League B               |
| 6   | Club Bruges KV       | 14   | 5  | 3 | 6  | 23 | 35 | 18  | BeNe League B               |
| 7   | Oud-Heverlee Louvain | 14   | 4  | 1 | 9  | 10 | 34 | 13  | BeNe League B               |
| 8   | SV Zulte Waregem     | 14   | 1  | 0 | 13 | 11 | 53 | 3   | BeNe League B               |

### BeNe League A

#### Évolution du classement
| Journée  | 1 | 2 | 3 | 4  | 5  | 6  | 7  | 8  | 9  | 10 | 11 | 12 | 13 | 14 |
| -------- | - | - | - | -- | -- | -- | -- | -- | -- | -- | -- | -- | -- | -- |
| Résultat | G | G | G | N  | G  | N  | G  | G  | N  | G  | G  | G  | N  | P  |
| Points   | 3 | 6 | 9 | 10 | 13 | 14 | 17 | 20 | 21 | 24 | 27 | 30 | 31 | 31 |
| Rang     | 1 | 1 | 1 | 1  | 1  | 1  | 1  | 1  | 1  | 1  | 1  | 1  | 1  | 2  |

#### Classement
| Pl. | Club              | Joué | G  | P  | N | BP | BC | Pts |                         |
| --- | ----------------- | ---- | -- | -- | - | -- | -- | --- | ----------------------- |
| 1   | FC Twente         | 14   | 11 | 3  | 0 | 40 | 10 | 33  | Vainqueur BeNe League A |
| 2   | Standard de Liège | 14   | 9  | 1  | 4 | 34 | 11 | 31  |                         |
| 3   | PSV/FC Eindhoven  | 14   | 7  | 2  | 5 | 22 | 11 | 26  |                         |
| 4   | AFC Ajax          | 14   | 6  | 5  | 3 | 22 | 16 | 21  |                         |
| 5   | ADO La Haye       | 14   | 6  | 5  | 3 | 14 | 17 | 21  |                         |
| 6   | Lierse SK         | 14   | 4  | 6  | 4 | 17 | 25 | 16  |                         |
| 7   | RSC Anderlecht    | 14   | 1  | 10 | 3 | 13 | 35 | 6   |                         |
| 8   | Beerschot         | 14   | 0  | 12 | 2 | 8  | 45 | 2   |                         |

## Équipe réserve et équipe de jeunes
Le Standard de Liège B évolue en D2. Le club liégeois possède également une équipe cadette (moins de 14 ans) évoluant dans les divisions régionales.